# Nightmare (альбом Avenged Sevenfold)
Nightmare — п'ятий студійний альбом американської групи Avenged Sevenfold, який вийшов 27 липня 2010 року.

## Композиції
1. Nightmare — 6:15
2. Welcome to the Family — 4:05
3. Danger Line — 5:28
4. Buried Alive — 6:44
5. Natural Born Killer — 5:15
6. So Far Away — 5:26
7. God Hates Us — 5:19
8. Victim — 7:29
9. Tonight the World Dies — 4:41
10. Fiction — 5:12
11. Save Me — 10:56